# Johannes-Nepomuk-Kapelle (Gutau)

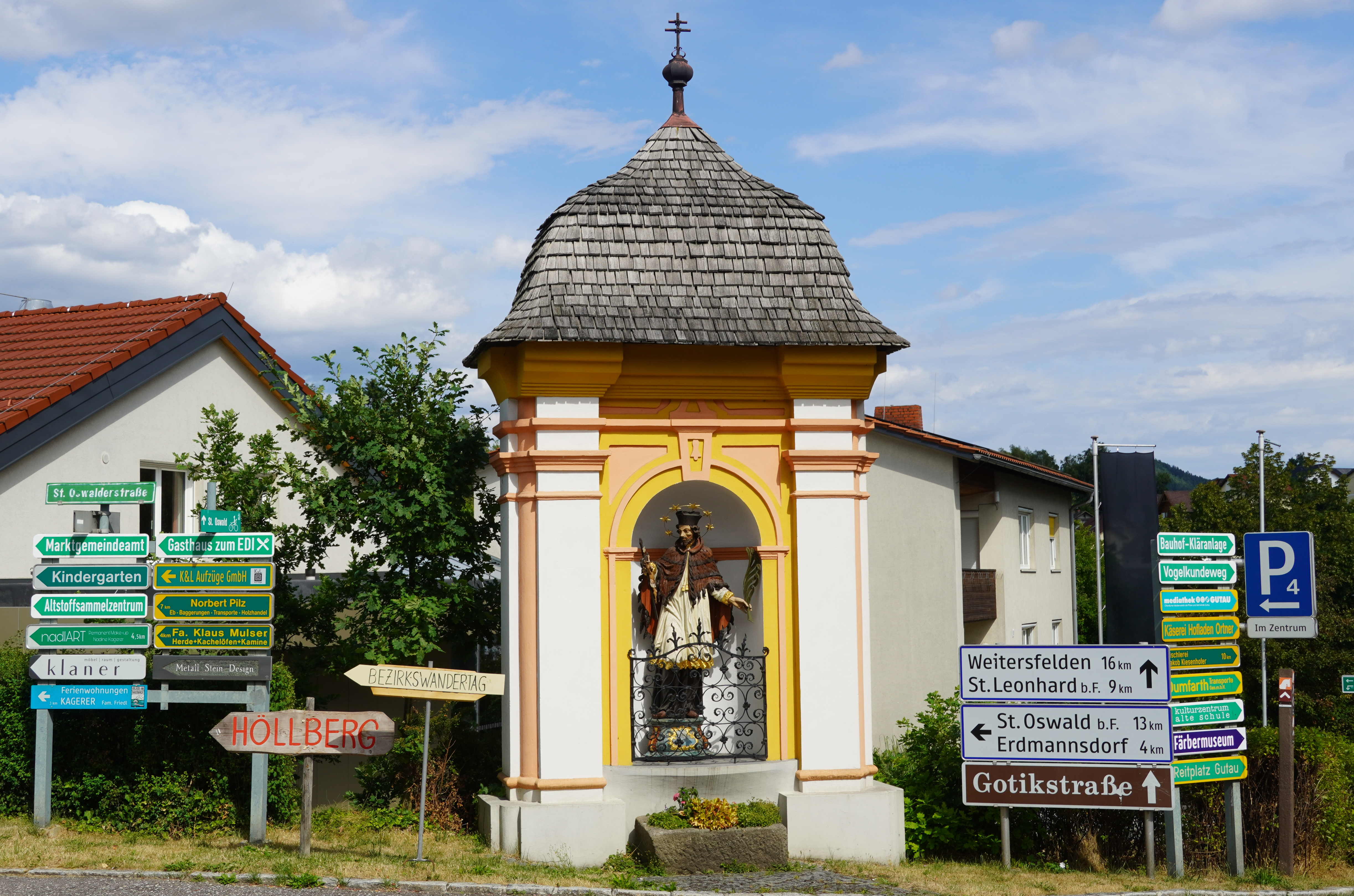
Johannes-Nepomuk-Kapelle in Gutau

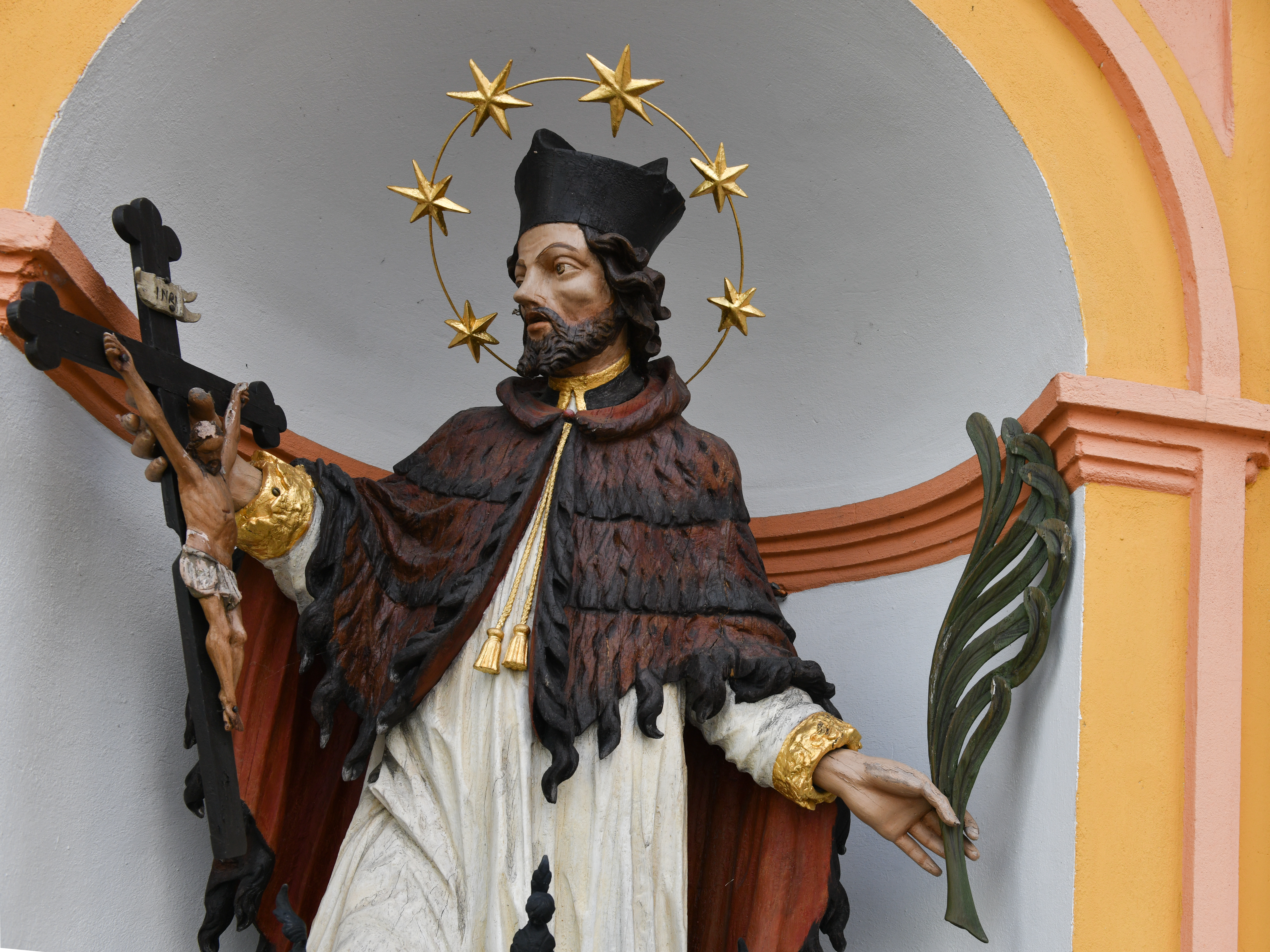
Hl. Johannes Nepomuk

Die sogenannte Johannes-Nepomuk-Kapelle steht an der St. Leonfelderstraße 1 Ecke St. Oswalderstraße beim Pfarrhof in der Marktgemeinde Gutau im Bezirk Freistadt in Oberösterreich. Der breite Bildstock steht unter Denkmalschutz (Listeneintrag).

## Geschichte
Die dem Patrozinium des hl. Johannes Nepomuk unterstellte Kapelle wurde im Zuge des Wiederaufbaus nach dem großen Ortbrand 1733 erbaut. Wegen einer Verbreiterung der Straßen wurde der Bildstock 1978 abgetragen und versetzt in der bestehender Form wiederhergestellt.

## Beschreibung
Der breite barocke Bildstock mit einer mit Pilastern gegliederte Fassade trägt ein geschindeltes helmartig geschwungenes Dach mit einem Abschluss mit Kugel und Wetterkreuz.
In der rundbogigen Nische befindet sich die barocke Statue hl. Johannes Nepomuk, 1963 restauriert von der Restauratorin Klothilde Rauch aus Gutau.